# Halte (stopplaats)
Een halte is een eenvoudige stopplaats voor voertuigen van het openbaar vervoer. Naargelang het vervoermiddel onderscheidt men verschillende soorten haltes:
- bushalte
- tramhalte
- sneltramhalte
- spoorweghalte

Halteren is het stoppen van een trein (of bus) op een halte of een station om mensen de gelegenheid te geven in en uit te stappen.
Er bestaan, met namen op vrije banen, ook gecombineerde tram/bushaltes. 

## Halte of station?
Het onderscheid tussen een halte en een station is niet eenduidig. In het algemeen kan men slechts zeggen dat een halte doorgaans eenvoudiger van opzet is dan een station. Bij de metro spreekt men meestal van metrostation, niet van metrohalte. Bij de spoorwegen is er wel een onderscheid tussen stations en haltes (vuistregel: als er geen wissels liggen, is het een halte, anders een station), maar in de praktijk wordt, althans in Nederland, vrijwel altijd van station gesproken. 
Een busstation is een plaats waar buslijnen samenkomen en waar doorgaans ook meer dan één halteringsplek is. Overigens is een plek waar meerdere lijnen samenkomen niet per definitie een busstation. Het woord 'tramstation' wordt bij de stadstram vrijwel niet gebruikt. De term is alleen gebruikelijk bij interlokaal tramverkeer (zoals enkele museumtramlijnen, RandstadRail en de Vlaamse kusttram).

## Andere haltes
Ook een rijdend bijkantoor van bijvoorbeeld een bank of een bibliotheekbus kende of kent een haltebord waarop vermeld de dag en tijdstip waarop standplaats werd of wordt genomen.  